# Magnus Bärtfors
Magnus Bärtfors, född 1966, är en svensk friidrottare. Vid Paralympics i Madrid 1992 tog Bärtfors guld på såväl 800 som 1 500 meters löpning. Detta år tilldelades han också Hillerödpriset av Karlskrona kommun. Magnus Bärtfors tävlar för Karlskrona HIF Handikappfriidrott. Bärtfors slog svenskt rekord på 1 500 meter i Bollnäs 1999 och på 3 000 meter i Eskilstuna 2002.